# Кошерна сіль

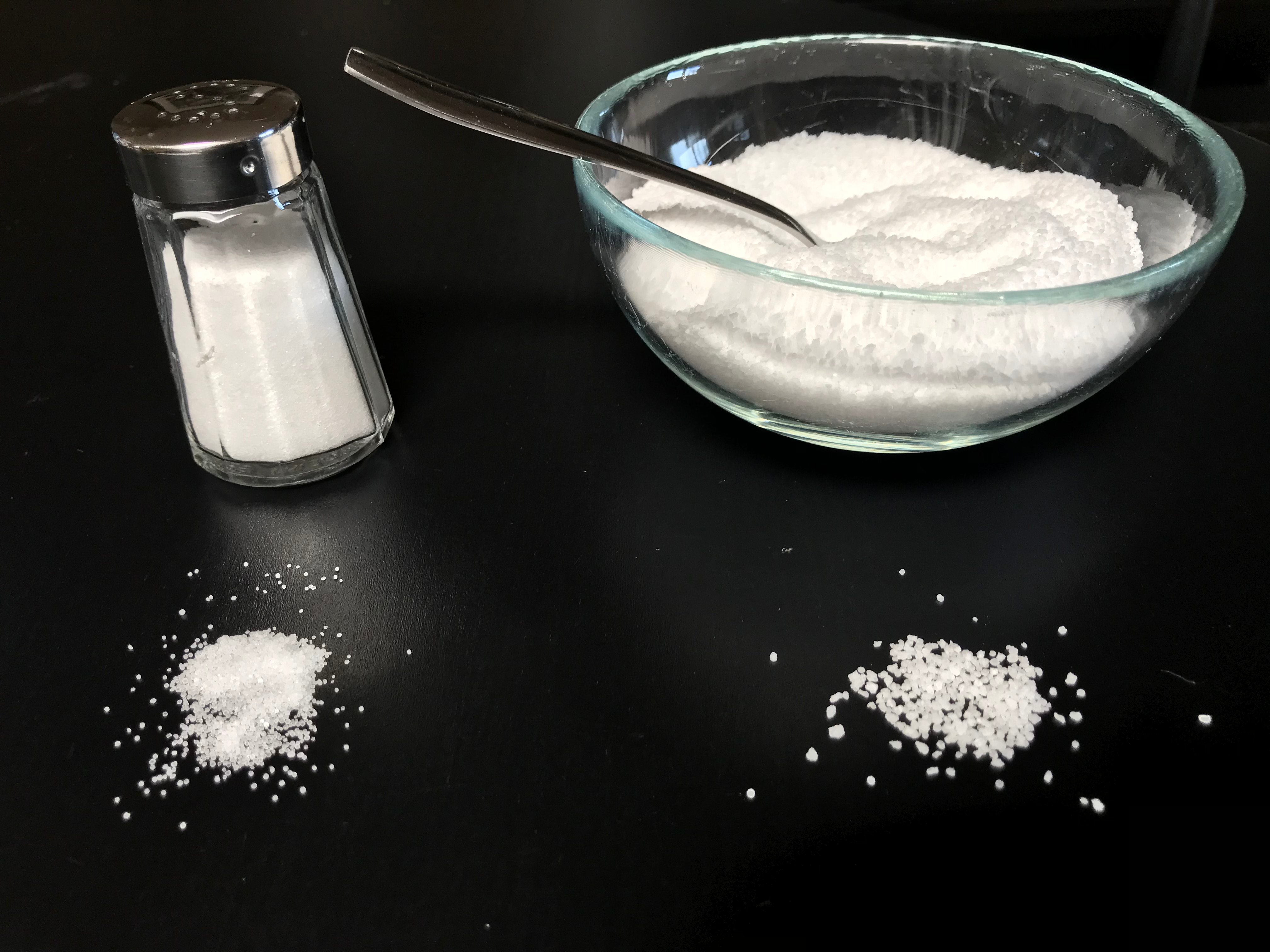
Порівняння столової солі з кошерною сіллю.

Коше́рна сіль (за межами США називається кухонною сіллю, ластівчаста сіль, кам'яна сіль або сіль для кашерування) — груба харчова сіль без поширених добавок, таких як йод. Використовується під час приготування страв, а не як столова, вона складається переважно з хлориду натрію і може включати засоби проти злипання .

## Етимологія
Груба харчова сіль — це основний кухонний продукт, однак її назва широко варіюється в різних культурах та країнах. Термін кошерна сіль набув поширення в Північній Америці і позначає його використання в єврейській релігійній практиці сухого розсолу для м'яса, відомого як кашерування, а не до самої солі, яка виробляється за будь-якими релігійними вказівками. Деякі бренди також ідентифікують кошерну сертифіковану сіль як затверджену релігійним органом.

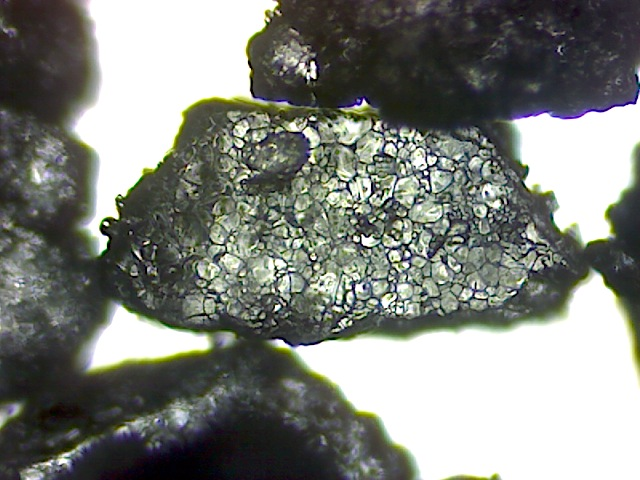
Зерна кошерної солі, взяті при збільшенні 60 ×

## Використання

### Загальна кулінарія
Оскільки сіль має більш чистий аромат через брак металевих або гіркотичних добавок, таких як йод, фтор або декстроза, її часто використовують на кухні замість столової солі, що містить добавки. Оцінка кількості солі при солінні вручну також може бути простішою за рахунок більшого розміру зерна. Деякі рецепти конкретно вимагають об'ємного вимірювання кошерної / кухонної солі, яка для деяких марок важить менше за міру з — за його більш низьку щільність і, отже, менш солоним, ніж рівний об'єм столової солі; рецепти, які вимагають вказаної ваги солі, є більш послідовними. Різні марки солі різко різняться по щільності; для однієї марки одна і та ж міра об'єму може містити вдвічі більше солі (по масі), ніж для іншої марки.

### Кашерування м'яса

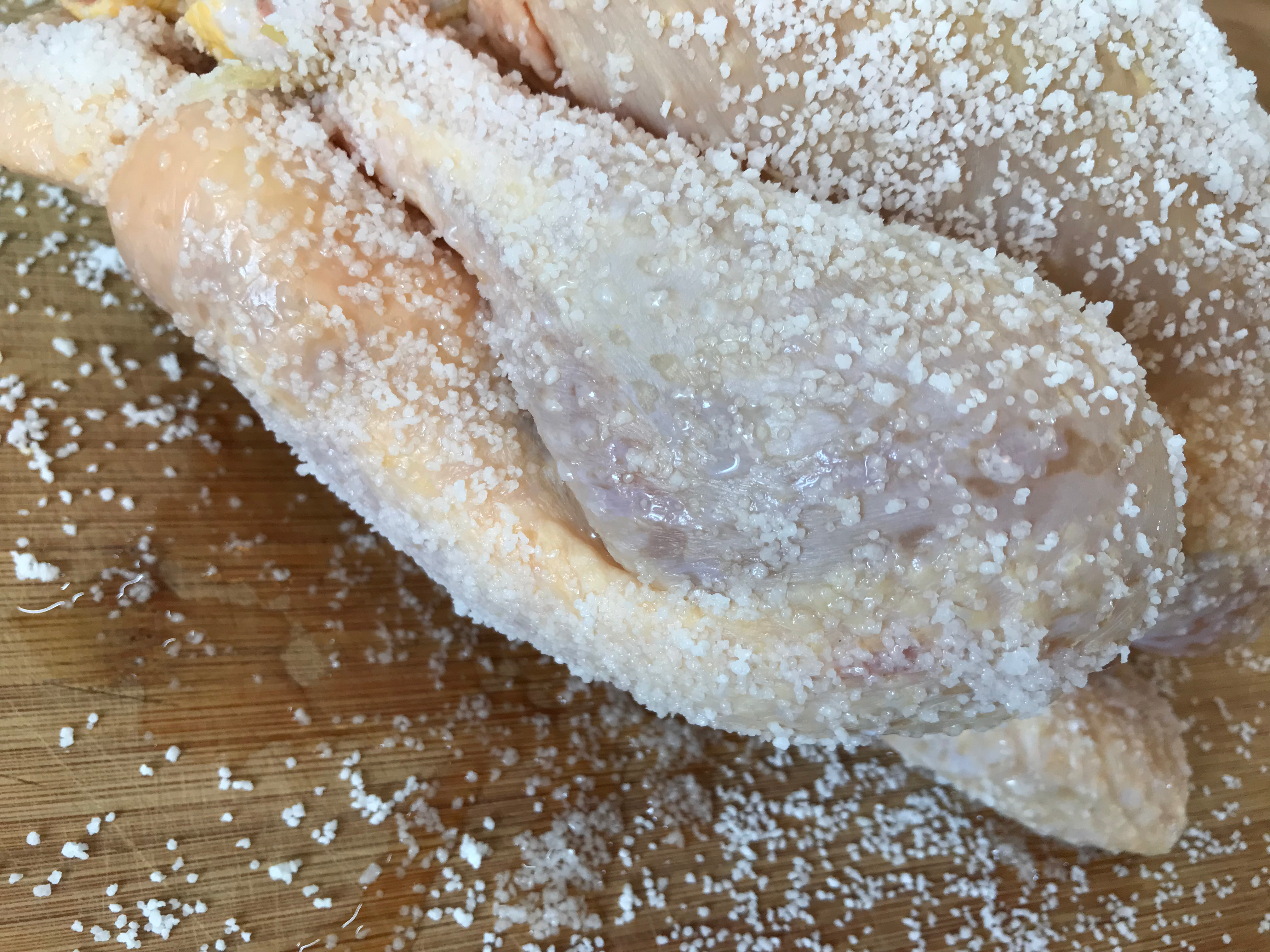
Кошерна сіль, що застосовується до курки, демонструє витягнуту вологу через одну годину.

Грубозерниста сіль використовується для створення сухого розсолу, який підвищує соковитість і аромат і задовольняє деякі релігійні вимоги, іноді з ароматичними добавками, такими як зелень, спеції або цукор. Зазвичай м'ясо замочують у прохолодній воді, зливають, повністю покривають тонким шаром солі, а потім залишають на стійці або дошці протягом години і більше. Більш грубі гранули солі залишаються на поверхні м'яса, здебільшого нерозчиненими, і поглинають рідину з м'яса, які потім частково реабсорбуються з сіллю та будь-якими доданими ароматами, по суті засолюючи м'ясо у власних соках. Потім сольовий шматок споліскується і викидається перед приготуванням.

### Прибирання
Завдяки розміру зерна, сіль також використовується як абразивний засіб для очищення посуду, наприклад, для чавунних сковорід. Змішана з олією, вона зберігає свою абразивність, але після очищення легко розчиняється водою, на відміну від очищувачів на основі пемзи або карбонату кальцію, які можуть залишити кислий залишок, якщо його ретельно не промити.

## Виробництво
Замість кубічних кристалів кошерна сіль має пласку форму пластини, а для деяких марок також може мати порожнисту пірамідальну форму. Сіль Morton пласка, а Diamond Crystal пірамідальна. Пласка форма, як правило, отримується, коли кубічні кристали оброблюються під тиском до цієї форми, як правило, між валиками. Кристали пірамідальної солі, як правило, отримують шляхом випаровування, званого процесом Альбергера. Кошерну сіль зазвичай виготовляють із розміром зерна, більшим за зерна столової солі. За даними Cook's Illustrated, сіль Diamond Crystal виробляється у Сент-Клері, штат Мічиган, а сіль Morton — з Канади.

## Дивитися також
- Квашення — Процес консервації їжі у розсолі чи оцеті
- Curing (food preservation) – Процес консервації та ароматизації, що базується на видаленні вологи з їжі за рахунок осмосу
- Кошерна їжа — Їжа, що відповідає вимогам єврейських кулінарних законів